# Leichte Kavallerie (1935)
Leichte Kavallerie ist ein deutscher Gesangs- und Liebesfilm aus dem Jahr 1935. Er basiert auf dem Roman „Unterwegs zur Heimat“ von Heinz Lorenz-Lambrecht (1888–1966), ist ohne inhaltliche Beziehung zur gleichnamigen Operette von Franz von Suppè. Unter der Regie von Werner Hochbaum sind in den Hauptrollen Marika Rökk in ihrem ersten deutschen Film und Heinz von Cleve zu sehen.

## Handlung
Der Film beginnt mit Szenen um den Zirkus Cherubini. Die Zirkusleute gehen abends in eine nahe Gastwirtschaft, die dem Stiefvater Rosikas gehört. Sie will nicht für die Gäste da sein und für sie tanzen, sie verlässt daher das Haus, sucht bei Rux, dem Clown des Zirkus, Unterschlupf.
Rux hat eine Revue-Nummer für den Zirkus entwickelt, die sich um eine Solo-Tänzerin und -Reiterin dreht. Dem Direktor Cherubini gefällt das, und eine weibliche Hauptfigur ist auch zur Stelle: Rosika. Tanzen kann sie, Reiten muss sie aber noch lernen. Während sie mit den Pferden arbeitet, trifft sie auf Geza, der gerade als Stallbursche angeheuert hat. Der wirbt um sie, so dass Rux befürchten muss, sie für seine große Zirkusnummer zu verlieren. So bewegt er Geza unter einem Vorwand dazu, den Zirkus verlassen. Der schlägt sich zu seinem Bruder durch, man erfährt, dass es sich um die ungarischen Adligen von Raskos handelt. – Nun hat sich aber Cherubini in Rosika verliebt. Als sie ihn aber abweist, wirft er Rux und Rosika ‘raus.
Vergeblich versuchen die beiden Artisten, mit ihrer neuen Revuenummer "Leichte Kavallerie" bei einem anderen Zirkus unterzukommen. Schließlich bekommen sie doch ein Engagement in Budapest. Zur Premiere erscheinen Cherubini und die Mitarbeiter seines Zirkus, auch Geza erscheint. Nach der ersten großen Vorstellung spricht Rux sich mit Geza aus, und gesteht, er habe damals Rosikas Zuneigung zu ihm klein geredet, um sie nicht für sein Programm zu verlieren.
Es folgt eine zweite große Tanzszene, die mit einem tosenden Beifall endet. Geza eilt zu Rosika, es kommt zum Happy End.

## Zum Film
Der Film hat zwar inhaltlich nichts mit Suppès Operette gleichen Namens zu tun, zitiert aber am Anfang und am Ende deren Ouvertüre.